# 何以致敗
《何以致敗》（英語：What Happened）是希拉里·克林顿撰寫的一本書，於2017年9月12日正式出版。她在書中回顧自己在2016年美國總統選舉敗選原因。她承認自己的缺點是敗選的重要原因之一，但同時也指責了對手唐納·川普、主流媒體、甚至是民主黨陣營，引發了不少爭議。
希拉里承認自己在金融危機之後向華爾街銀行家進行付費演講是個糟糕的選擇，「電郵門事件」也是自己的失誤。但是她認為詹姆斯·科米重提電郵門的行為很“魯莽”，而且奧巴馬總統未能及時有力地應對俄羅斯對美國大選的干預，這也影響了自己的選情。希拉里還認為，在黨內初選時，伯尼·桑德斯直接將自己描繪為“騙子”，這造成了持久的傷害。
希拉里指責主流媒體不斷報導她的電郵門，她還在書中指出一些美國人的“性別歧視”也是自己失敗的原因之一。希拉里寫道，在擔任“第一夫人”、參議員、國務卿以及兩次競選美國總統之後，公眾似乎仍然不喜歡自己，其中一部分原因是因為自己是女性。
希拉里最後表示，競選失敗的責任主要在自己，但是大選中發生的許多事情都不是她所能控制的。
跟美國一些主張「奮發圖強、實現目標」的成功學書籍不同，它是少數「檢討過去、重新出發」的書籍。